# Svartå, Raseborg
Svartå (finska Mustio) är en bruksort och stadsdel i Karis, Raseborgs stad, Finland. Svartå har 800 invånare. 
Svartå ligger 25 kilometer från Lojo längs med riksväg 25, 10 kilometer från Ingå längs med regionalväg 186 och 56 kilometer från Salo längs med samma väg. Genom orten går Hyvinge-Karis-banan som numera endast används för godstrafik. Man planerar att elektrifiera banan och 2020 gav riksdagen grönt ljus för projektet som förväntas klart 2024.
Det finns en livsmedelsbutik, bank, svenskspråkigt och finskspråkigt lågstadium, daghem, filialbibliotek, bar, kiosk, järnhandel och  FBK i Svartå.

## Svartå bruk
Svartå bruk invid Svartån har gett upphov till samhället. Det ses som Finlands äldsta egentliga järnbruk och anlades under Karl IX:s tid. Bruket nådde efter 1647, då det ägdes av handlanden Peter Thorwöste i Åbo, stor blomstring. Det förstördes under "stora ofreden", men erhöll nya privilegier 1725. Bruket utgjorde egen bruksförsamling under Karis pastorat. Sedan 1786 har bruket innehafts av sedermera friherrliga ätten Linder. Till bruket hör Svartå slott. Finlands första bil köptes av Svartå slotts ägare i början av 1900-talet.

## Bilder

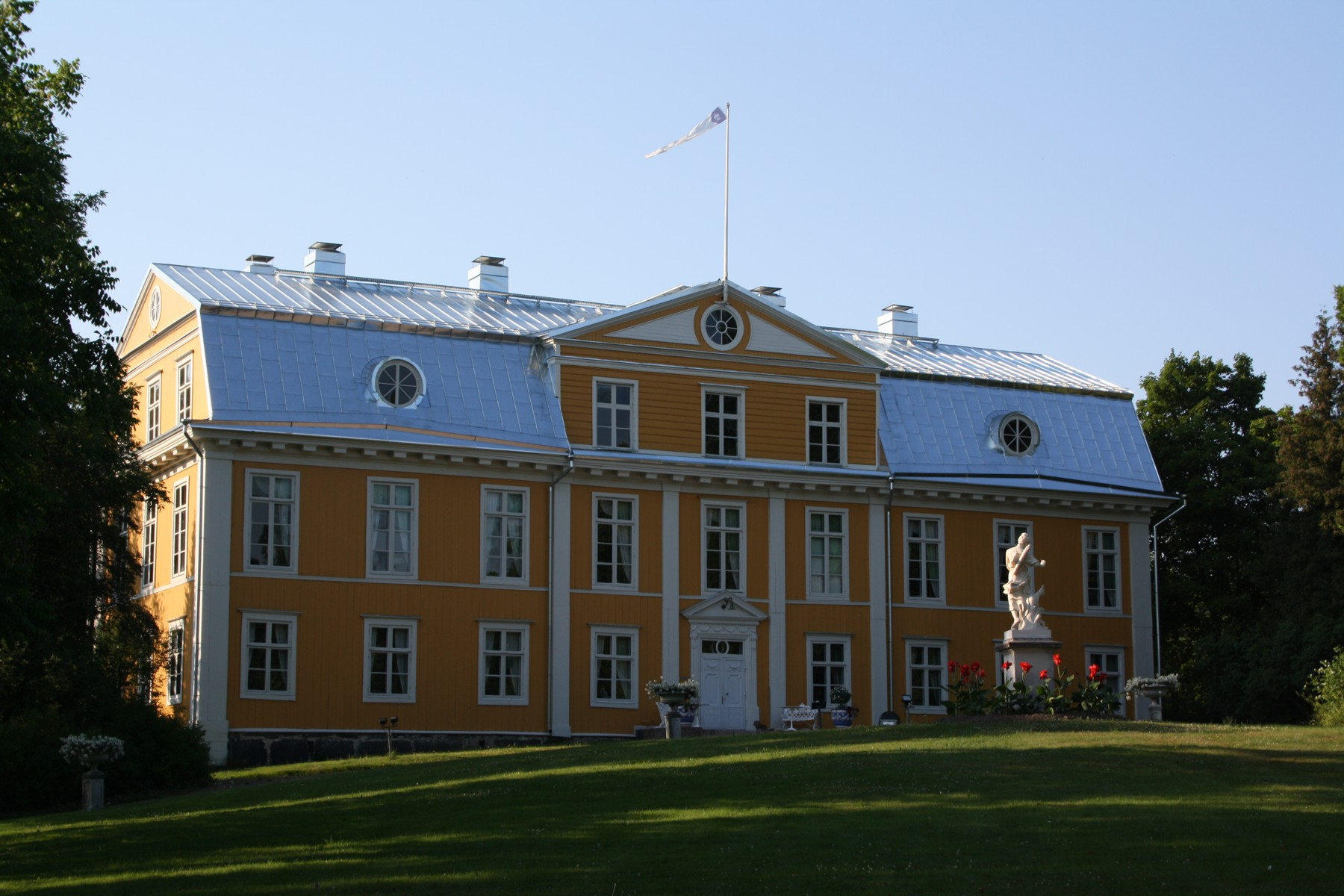
Svartå slott
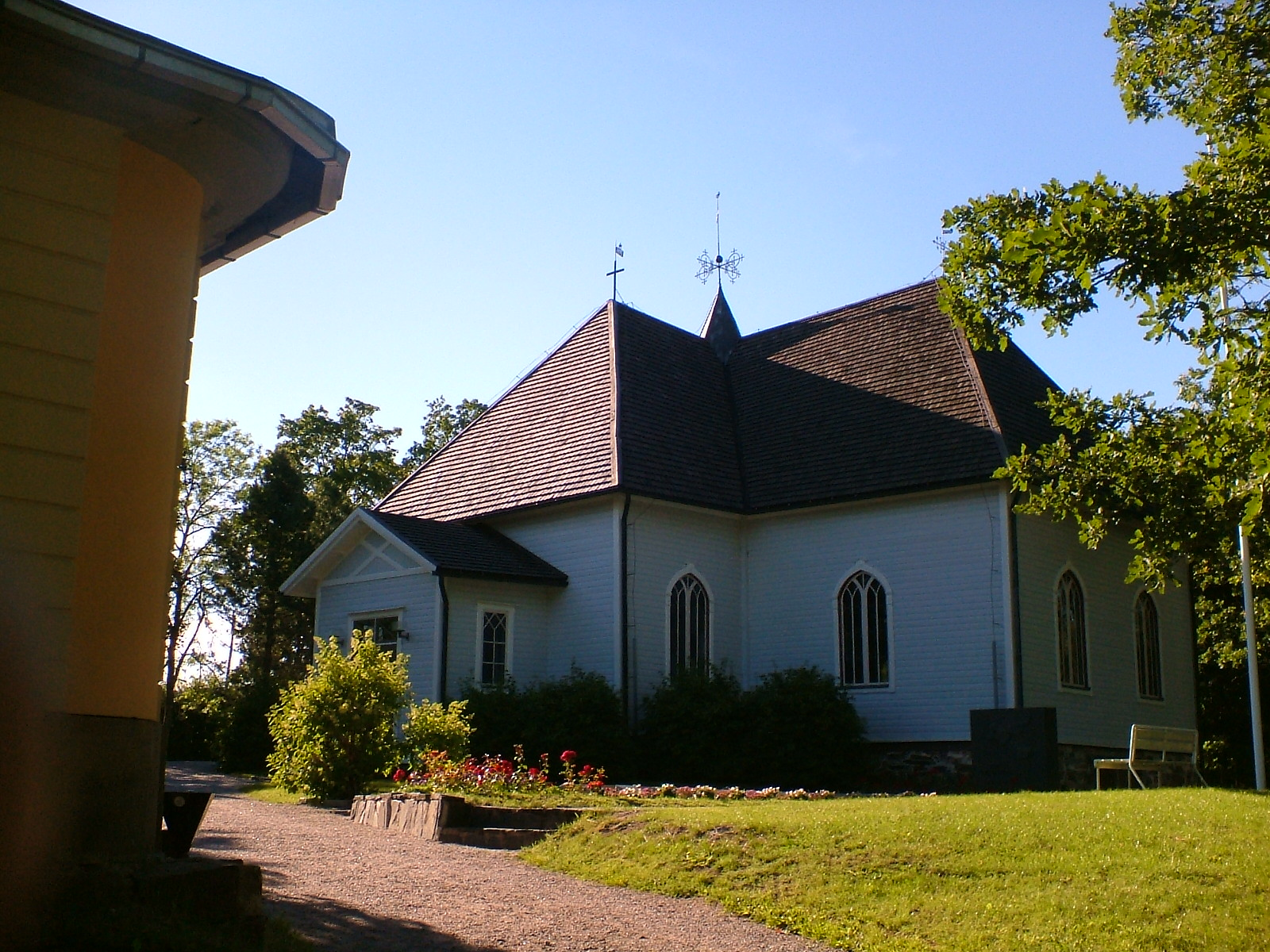
Svartå kyrka
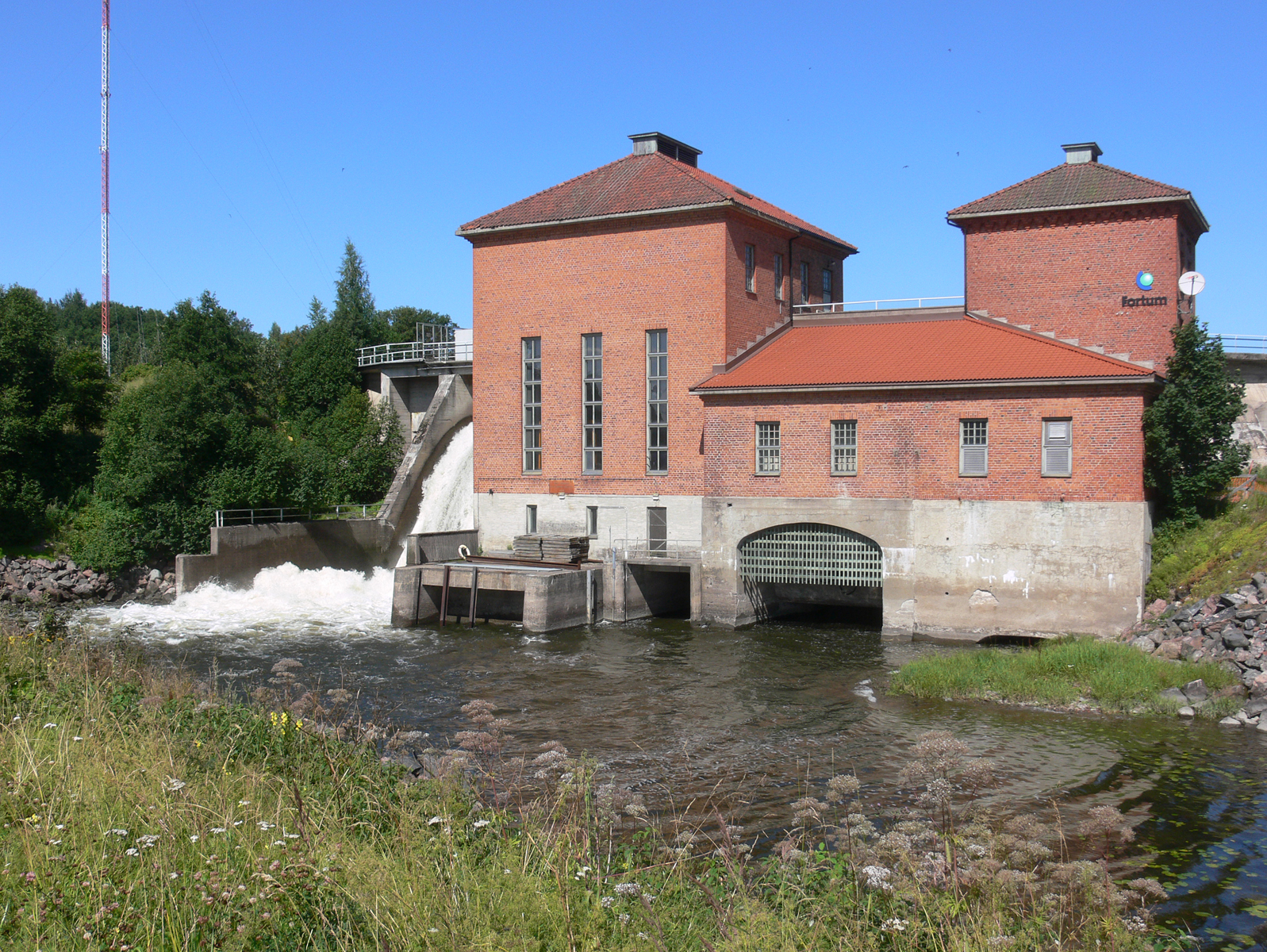
Peltokoski kraftverk
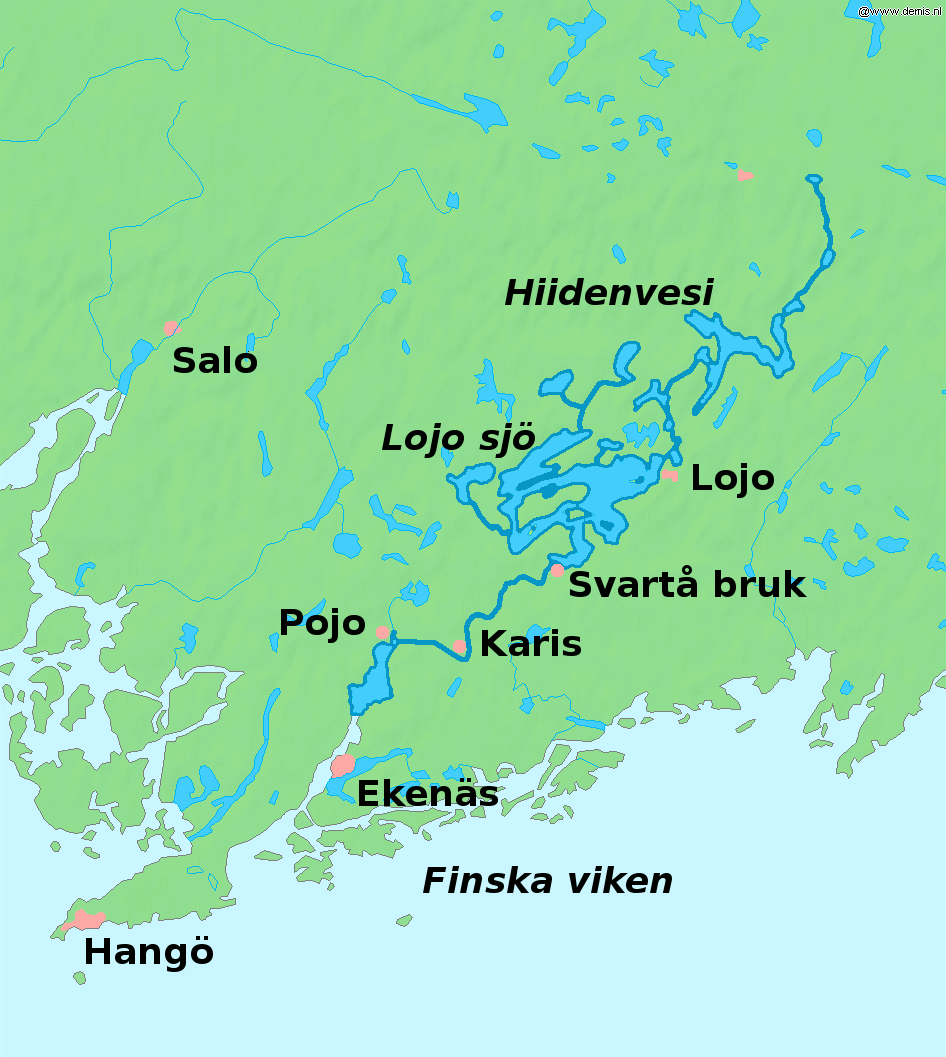
Karta över Lojosjön och Svartån